# Íñigo González de Azaola
Íñigo González de Azaola (Burgos, 1 de junio de 1779 - Manila, 7 de noviembre de 1850) fue un magistrado, administrador, político y agricultor español afincado en Filipinas.
Fue el segundo de los hijos del matrimonio formado por Silvestre Manuel González y Fernández, natural de Lomas de Villamediana (Burgos) y oficial mayor de la administración de correos y postas de Burgos y de su segunda esposa, Damiana de Azaola y Bolumburu, natural de Bilbao. Su hermano mayor fue el también polifacético Gregorio González de Azaola. Su padre ganó pleito de hidalguía por sí y por sus hijos en 1789. Íñigo cursó estudios en filosofía y teología moral en su ciudad natal y en 1799 se licenció en Leyes por la Real Universidad Sancti Spiritus de Oñate.
Los hermanos Azaola se movieron en ambientes ilustrados e Íñigo fue amigo de Alexander von Humboldt, a quien acompañó en su viaje por la América española. Como botánico y naturalista, Azaola había recogido muestras en el Orinoco y en la costa de Caracas y su intención era regresar a Europa para escribir sobre sus hallazgos. Sin embargo, la convulsa situación en Europa le hizo desistir de su empeño y decidió marchar a las islas Filipinas, donde tendría una larga andadura profesional.
El 23 de abril de 1805 fue nombrado fiscal de la Real Audiencia de Filipinas y su abogado de matrícula. El 7 de diciembre de 1808 sería nombrado alcalde corregidor de la provincia de Tondo y el 30 de julio de 1813 fue nombrado diputado a Cortes por Filipinas, aunque nunca llegó a tomar su escaño, a pesar de haber viajado a Europa, pues Fernando VII abolió la Constitución de 1812 apenas hubo regresado a España en 1814 tras la Guerra de la Independencia. El 10 de julio de 1817 fue nombrado alcalde mayor de Camarines, permaneciendo en Nueva Cáceres hasta su nombramiento como juez de alzadas el 13 de abril de 1821. El 21 de agosto de 1824 fue nombrado asesor de rentas y, finalmente, el 22 de marzo de 1848, culminó su carrera con su nombramiento como magistrado y oidor de la Audiencia de Manila. Su carácter explosivo le granjeó numerosos enemigos y los insultos que al parecer profirió contra la monarquía y la religión durante una fiesta en casa de un comerciante inglés se tradujeron en un largo pleito del que finalmente salió airoso pero que le produjo numerosos quebraderos de cabeza y le impidió ejercer su cargo de oidor con normalidad.
Apasionado de la agricultura y de la botánica, junto a sus socios Domingo de Roxas y Antonio de Ayala compró la hacienda de Calauán, en la que experimentó con tecnología británica para incrementar la producción de azúcar y potenció el cultivo de café. Su amigo, el padre fray Manuel Blanco (O.S.A.), le dedicó el nombre de una especie filipina, la Azaola betis, en su célebre Flora de Filipinas (1837), quizás como agradecimiento por haber sido el mismo Azaola quien revisó y corrigió dicha obra.
El 23 de junio de 1817 se casó en Binondo con María de los Dolores de los Reyes y Monterroso, hija de Ventura de los Reyes, primer diputado a Cortes por Filipinas y de su mujer, Josefa Monterroso y O'Kennedy. A través de su hija Nicolasa (1818-1852), esposa de Fernando de las Cagigas y Fernández, relator de la Real Audiencia, Íñigo González de Azaola fue bisabuelo del general auditor Fernando Berenguer.